# Philomecyna persimilis
Philomecyna persimilis là một loài bọ cánh cứng trong họ Cerambycidae.